# Cyclopia burtonii
Cyclopia burtonii är en ärtväxtart som beskrevs av Hofmeyr och Edwin Percy Phillips. Cyclopia burtonii ingår i släktet Cyclopia, och familjen ärtväxter. Inga underarter finns listade i Catalogue of Life.

## Bildgalleri